# نايمان
نايمان (بالمنغولية: Найман/Naiman)هو اسم قبيلة مغولية نشأت في منغوليا. يبدو من الاسم أنهم مغول. ونايمان -معناها ثمانية باللغة المغولية- ولكن ألقاب بعضهم كانت تركية نتيجة التحالفات ولذا يصح اعتبارهم قومية مختلطة (مغولاً-تركًا)، كان النايمان يسكنون غرب منازل (الكرايت) وامتدت منازلهم إلى نهر إرتيش. كانت ديانتهم شامانية إلا أن النسطورية نفذت إليهم، يعتبر النايمان في الصين ومنغوليا أنفسهم من القومية المغولية وليس التركية لكن يوجد في كازاخستان قرابة مليون شخص من النايمان وجميعهم من المسلمين وهم إحدى القبائل المغولية الرئيسية التي تكون منها اتحاد شعب الكازاخ.
بعد انهيار دولة القبيلة الذهبية حاول المغول البوذيون احتلال بلاد المسلمين في بلاد الترك وقد أدى اتحاد قبائل المغول والنايمان المسلمين مع الأتراك في بلاد الترك إلى ظهور خانية الكازاخ وكانت دولتهم الفاصلة بين المغول البوذيين في الصين ومغول روسيا والقوقاز المسلمين.